# Serbia Open 2009 - Qualificazioni singolare
Le qualificazioni del singolare dello Serbia Open 2009 sono state un torneo di tennis preliminare per accedere alla fase finale della manifestazione. I vincitori dell'ultimo turno sono entrati di diritto nel tabellone principale. In caso di ritiro di uno o più giocatori aventi diritto a questi sono subentrati i lucky loser, ossia i giocatori che hanno perso nell'ultimo turno ma che avevano una classifica più alta rispetto agli altri partecipanti che avevano comunque perso nel turno finale.
Le qualificazioni del Serbia Open 2009 prevedevano 29 partecipanti di cui 4 sono entrati nel tabellone principale.

## Teste di serie
1. Victor Crivoi (Qualificato)
2. Santiago Ventura (Qualificato)
3. Flavio Cipolla (Qualificato)
4. Mathieu Montcourt (primo turno)

1. Olivier Patience (primo turno)
2. Laurent Recouderc (primo turno)
3. Dominik Hrbatý (Qualificato)
4. Grega Žemlja (primo turno)

## Qualificati
1. Victor Crivoi
2. Santiago Ventura

1. Flavio Cipolla
2. Dominik Hrbatý

## Tabellone

### Legenda
| - Q = Qualificato - WC = Wild card - LL = Lucky loser | - ALT = Alternate - SE = Special Exempt - PR = Protected Ranking | - w/o = Walkover - r = Ritirato - d = Squalificato |

### Sezione 1
|  | Primo turno      | Primo turno       | Primo turno      | Primo turno | Primo turno |  |  | Secondo turno | Secondo turno | Secondo turno | Secondo turno | Secondo turno |   |   | Ultimo turno | Ultimo turno  | Ultimo turno | Ultimo turno | Ultimo turno |  |
|  |                  |                   |                  |             |             |  |  |               |               |               |               |               |   |   |              |               |              |              |              |  |
|  |                  |                   |                  |             |             |  |  |               |               |               |               |               |   |   |              |               |              |              |              |  |
|  |                  |                   |                  |             |             |  |  | 1             | Victor Crivoi | Victor Crivoi | 6             | 6             |   |   |              |               |              |              |              |  |
|  | Attila Balázs    | Attila Balázs     | Attila Balázs    | 6           | 6           |  |  |               | Attila Balázs | Attila Balázs | 4             | 4             |   |   |              |               |              |              |              |  |
|  | Nicolas Renavand | Nicolas Renavand  | Nicolas Renavand | 4           | 4           |  |  |               |               |               |               |               |   |   | 1            | Victor Crivoi | 2            | 6            | 6            |  |
|  | Lovro Zovko      | Lovro Zovko       | Lovro Zovko      | 6           | 6           |  |  |               |               |               | Antonio Veić  | 6             | 2 | 4 |              |               |              |              |              |  |
|  | Nikola Ciric     | Nikola Ciric      | Nikola Ciric     | 4           | 2           |  |  | Lovro Zovko   | Lovro Zovko   | Lovro Zovko   | Lovro Zovko   |               |   |   |              |               |              |              |              |  |
|  |                  | Antonio Veić      | 3                | 6           | 6           |  |  | Antonio Veić  | Antonio Veić  | Antonio Veić  | Antonio Veić  | W-O           |   |   |              |               |              |              |              |  |
|  | 6                | Laurent Recouderc | 6                | 3           | 3           |  |  |               |               |               |               |               |   |   |              |               |              |              |              |  |

### Sezione 2
|  | Primo turno        | Primo turno        | Primo turno        | Primo turno | Primo turno |  |  | Secondo turno     | Secondo turno     | Secondo turno    | Secondo turno     | Secondo turno |   |    | Ultimo turno | Ultimo turno     | Ultimo turno | Ultimo turno | Ultimo turno |  |
|  |                    |                    |                    |             |             |  |  |                   |                   |                  |                   |               |   |    |              |                  |              |              |              |  |
|  |                    |                    |                    |             |             |  |  |                   |                   |                  |                   |               |   |    |              |                  |              |              |              |  |
|  |                    |                    |                    |             |             |  |  | 2                 | Santiago Ventura  | Santiago Ventura | 7                 | 7             |   |    |              |                  |              |              |              |  |
|  | Dušan Lajović      | Dušan Lajović      | Dušan Lajović      | 6           | 6           |  |  |                   | Dušan Lajović     | Dušan Lajović    | 5                 | 5             |   |    |              |                  |              |              |              |  |
|  | Vladimir Pavićević | Vladimir Pavićević | Vladimir Pavićević | 0           | 1           |  |  |                   |                   |                  |                   |               |   |    | 2            | Santiago Ventura | 6            | 4            | 7            |  |
|  | Luka Gregorc       | Luka Gregorc       | Luka Gregorc       | 6           | 6           |  |  |                   |                   |                  | Jean-René Lisnard | 4             | 6 | 63 |              |                  |              |              |              |  |
|  | David Savic        | David Savic        | David Savic        | 3           | 4           |  |  | Luka Gregorc      | Luka Gregorc      | 6                | 5                 | 4             |   |    |              |                  |              |              |              |  |
|  |                    | Jean-René Lisnard  | 6                  | 3           | 7           |  |  | Jean-René Lisnard | Jean-René Lisnard | 4                | 7                 | 6             |   |    |              |                  |              |              |              |  |
|  | 5                  | Olivier Patience   | 4                  | 6           | 64          |  |  |                   |                   |                  |                   |               |   |    |              |                  |              |              |              |  |

### Sezione 3
|  | Primo turno       | Primo turno       | Primo turno    | Primo turno | Primo turno |  |  | Secondo turno  | Secondo turno  | Secondo turno  | Secondo turno  | Secondo turno |   |   | Ultimo turno | Ultimo turno   | Ultimo turno | Ultimo turno | Ultimo turno |  |
|  |                   |                   |                |             |             |  |  |                |                |                |                |               |   |   |              |                |              |              |              |  |
|  |                   |                   |                |             |             |  |  |                |                |                |                |               |   |   |              |                |              |              |              |  |
|  |                   |                   |                |             |             |  |  | 3              | Flavio Cipolla | 6              | 4              | 6             |   |   |              |                |              |              |              |  |
|  | Pavel Chekhov     | Pavel Chekhov     | 6              | 3           | 6           |  |  |                | Pavel Chekhov  | 4              | 6              | 2             |   |   |              |                |              |              |              |  |
|  | Darko Madjarovski | Darko Madjarovski | 4              | 6           | 1           |  |  |                |                |                |                |               |   |   | 3            | Flavio Cipolla | 2            | 6            | 6            |  |
|  | Kamil Capkovic    | Kamil Capkovic    | 3              | 7           | 7           |  |  |                |                |                | Boris Pašanski | 6             | 4 | 2 |              |                |              |              |              |  |
|  | Michał Przysiężny | Michał Przysiężny | 6              | 5           | 5           |  |  | Kamil Capkovic | Kamil Capkovic | Kamil Capkovic | 3              | 2             |   |   |              |                |              |              |              |  |
|  |                   | Boris Pašanski    | Boris Pašanski | 6           | 6           |  |  | Boris Pašanski | Boris Pašanski | Boris Pašanski | 6              | 6             |   |   |              |                |              |              |              |  |
|  | 8                 | Grega Žemlja      | Grega Žemlja   | 1           | 1           |  |  |                |                |                |                |               |   |   |              |                |              |              |              |  |

### Sezione 4
|  | Primo turno          | Primo turno          | Primo turno    | Primo turno | Primo turno |  |  | Secondo turno | Secondo turno  | Secondo turno | Secondo turno  | Secondo turno |   |   | Ultimo turno | Ultimo turno | Ultimo turno | Ultimo turno | Ultimo turno |  |
|  |                      |                      |                |             |             |  |  |               |                |               |                |               |   |   |              |              |              |              |              |  |
|  |                      | Łukasz Kubot         | 3              | 6           | 6           |  |  |               |                |               |                |               |   |   |              |              |              |              |              |  |
|  | 4                    | Mathieu Montcourt    | 6              | 4           | 4           |  |  | Łukasz Kubot  | Łukasz Kubot   | Łukasz Kubot  | 6              | 6             |   |   |              |              |              |              |              |  |
|  | Valery Rudnev        | Valery Rudnev        | 63             | 7           | 6           |  |  | Valery Rudnev | Valery Rudnev  | Valery Rudnev | 4              | 4             |   |   |              |              |              |              |              |  |
|  | Oleksandr Dolgopolov | Oleksandr Dolgopolov | 7              | 5           | 4           |  |  |               |                |               |                |               |   |   |              | Łukasz Kubot | 6(1)         | 6            | 0            |  |
|  | Franco Skugor        | Franco Skugor        | 6(1)           | 6           | 6           |  |  |               |                | 7             | Dominik Hrbatý | 7             | 0 | 6 |              |              |              |              |              |  |
|  | Oliver Marach        | Oliver Marach        | 7              | 3           | 1           |  |  |               | Franco Skugor  | 3             | 6              | 5             |   |   |              |              |              |              |              |  |
|  | 7                    | Dominik Hrbatý       | Dominik Hrbatý | 6           | 6           |  |  | 7             | Dominik Hrbatý | 6             | 3              | 7             |   |   |              |              |              |              |              |  |
|  |                      | Marko Djokovic       | Marko Djokovic | 1           | 0           |  |  |               |                |               |                |               |   |   |              |              |              |              |              |  |